# Ладера-Гайтс (Каліфорнія)
Ладера-Гайтс (англ. Ladera Heights) — переписна місцевість (CDP) в США, в окрузі Лос-Анджелес штату Каліфорнія. Населення — 6654 особи (2020).

## Географія
Ладера-Гайтс розташована за координатами 33°59′47″ пн. ш. 118°22′33″ зх. д. / 33.99639° пн. ш. 118.37583° зх. д. (33.996288, -118.375888).  За даними Бюро перепису населення США в 2010 році переписна місцевість мала площу 7,68 км², з яких 7,68 км² — суходіл та 0,00 км² — водойми.

## Демографія
Згідно з переписом 2010 року, у переписній місцевості мешкало 6498 осіб у 2751 домогосподарстві у складі 1815 родин. Густота населення становила 846 осіб/км².  Було 2867 помешкань (373/км²).
Расовий склад населення:
| - 73,7 % — чорних або афроамериканців - 15,1 % — білих - 3,6 % — азіатів - 0,3 % — корінних американців - 2,1 % — осіб інших рас |

До двох чи більше рас належало 5,3 %. Частка іспаномовних становила 5,5 % від усіх жителів.
За віковим діапазоном населення розподілялося таким чином: 17,3 % — особи молодші 18 років, 59,2 % — особи у віці 18—64 років, 23,5 % — особи у віці 65 років та старші. Медіана віку мешканця становила 49,0 року. На 100 осіб жіночої статі у переписній місцевості припадало 79,7 чоловіків;  на 100 жінок у віці від 18 років та старших — 75,1 чоловіків також старших 18 років.
Середній дохід на одне домашнє господарство  становив 131 415 доларів США (медіана — 102 281), а середній дохід на одну сім'ю — 153 830 доларів (медіана — 121 198). Медіана доходів становила 80 625 доларів для чоловіків та 64 909 доларів для жінок. За межею бідності перебувало 6,8 % осіб, у тому числі 11,6 % дітей у віці до 18 років та 7,8 % осіб у віці 65 років та старших.
Цивільне працевлаштоване населення становило 3521 осіб. Основні галузі зайнятості: освіта, охорона здоров'я та соціальна допомога — 32,7 %, науковці, спеціалісти, менеджери — 16,2 %, фінанси, страхування та нерухомість — 11,5 %, виробництво — 8,4 %.